# Nakagyō-ku
Nakagyō (中京区, Nakagyō-ku) est un des onze arrondissements de la ville de Kyoto, dans la préfecture de Kyoto, au Japon. Son nom signifie « arrondissement central capitale ».

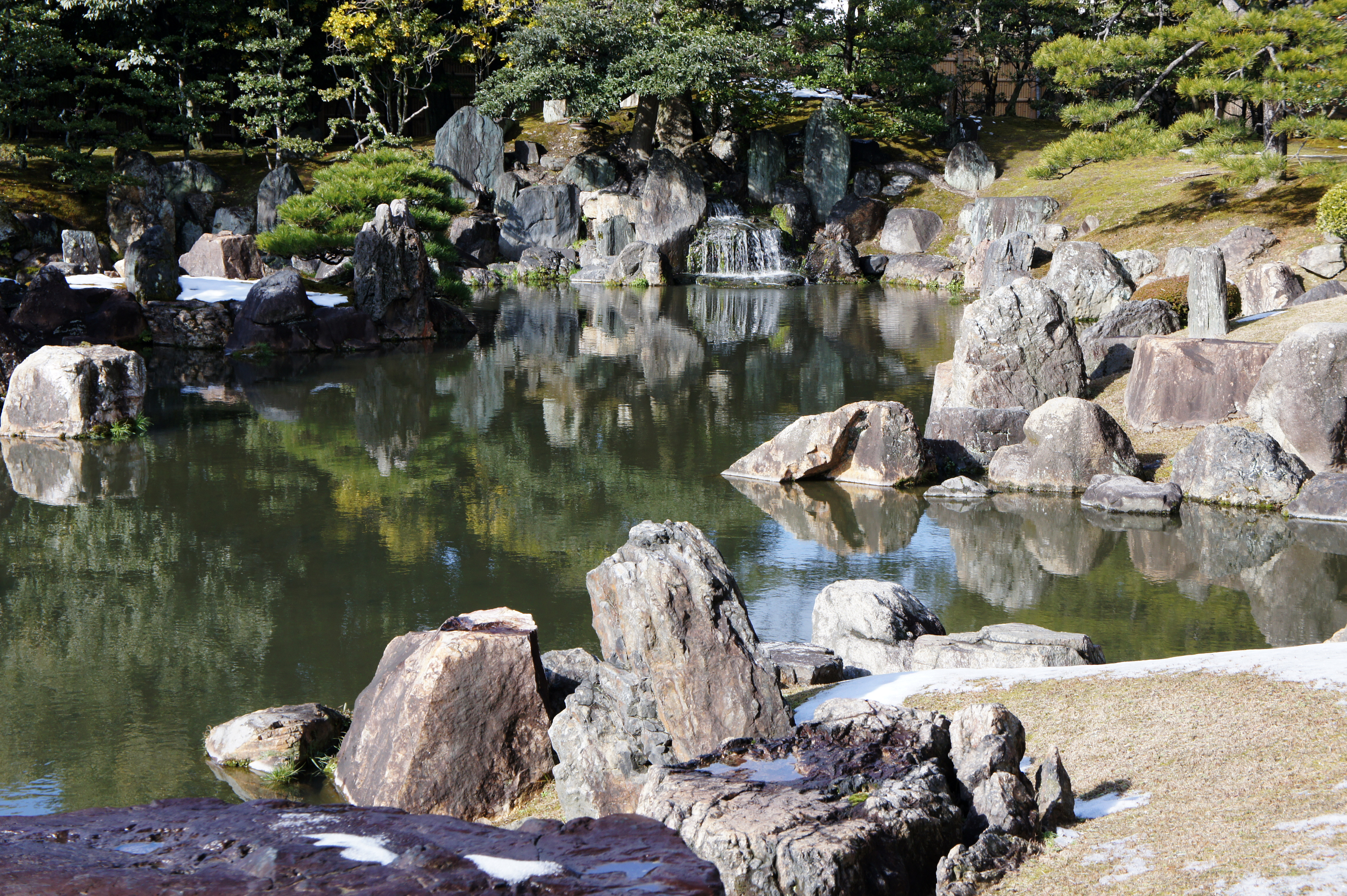
Le château de Nijō dans l'arrondissement de Nakagyō-ku est renommé pour son architecture et ses jardins.

En 2008, la population de l'arrondissement est de 102 620 habitants. Le tourisme, le shopping et le divertissement sont les principales sources de revenu de la zone. La Kamo-gawa traverse l'arrondissement dans la zone appelée Kawaramachi. Les trois plus célèbres festivals de Kyoto, l'Aoi matsuri, le Gion matsuri et le Jidai matsuri se déroulent tous dans l'arrondissement de Nakagyōu qui abrite également plusieurs sites historiques et des temples.

## Sites remarquables
- Château de Nijō, ancienne résidence du shogunat Tokugawa
- Musée international du manga de Kyoto

## Économie
Le siège social de la société Q-Games se trouve dans l'arrondissement.